# Эль-Марди, Хадиджа
Хадиджа эль-Марди (араб. خديجة المرضي‎; род. 1 февраля 1991, Касабланка, Касабланка) — марокканская боксёрша. Участница Олимпийских игр 2016 года, чемпионка мира 2023 года, серебряный (2022) и бронзовый (2019) призёр чемпионата мира, финалистка чемпионата мира (2023), двукратная чемпионка Африканских игр (2019, 2023), чемпионка Африки (2022) в любителях.

## Любительская карьера
В 2016 году на Олимпийских играх в Рио-де-Жанейро (Бразилия) она выступила в весовой категории до 75 кг, где уступила в четвертьфинале казахстанской спортсменке Дариге Шакимовой и завершила выступление на турнире.
В августе 2019 года на Африканских играх в Рабате (Марокко) в весовой категории до 75 кг она сумела добраться до финального поединка, в котором одержала победу над мозамбикской спортсменкой Ради Грамани и завоевала титул чемпионки игр.
Затем в октябре на предолимпийском чемпионате мира 2019 года, который состоялся в Улан-Удэ (Россия), марокканская спортсменка завершила выступление полуфинальным поединком, уступив валлийской спортсменке Лоурен Прайс по единогласному решению судей. В результате на одиннадцатом чемпионате мира по боксу среди женщин она завоевала бронзовую медаль.
В феврале 2020 года она прошла Олимпийскую квалификацию от Африки в Дакаре (Сенегал), чтобы представлять Марокко на Олимпийских играх 2020, однако затем она снялась с соревнований по медицинским показаниям.
В мае 2022 года она стала серебряным призёром чемпионата мира среди женщин в Стамбуле (Турция) в весе свыше 81 кг.
А затем в сентябре она также стала чемпионкой Африки на чемпионате по боксу в Мапуту (Мозамбик), в весе свыше 81 кг.
В марте 2023 года стал финалисткой чемпионата мира среди женщин в Нью-Дели (Индия), где она выступала в весовой категории свыше 81 кг, и в полуфинале по очкам (5:0) победила россиянку Диану Пятак.